# Генрі Спіра
Генрі Спіра (англ. Henry Spira; 19 червня 1927, Антверпен — 12 вересня 1998, Нью-Йорк) — бельгійсько-американський захисник прав тварин, який вважається одним з найефективніших захисників тварин XX століття. У 1974 році заснував групу «Animal Rights International». Відомий успішною кампанією 1976 року проти дослідів на тваринах в Американському музеї природознавства, де проводилися експерименти на кішках для дослідження їх сексуального життя, а також повносторінковою рекламою 1980 року в «Нью-Йорк Таймс» із зображенням кролика з пластиром на очах і підписом «Скільки кроликів готовий засліпити «Revlon» заради краси?».

## Ранні роки

### Дитинство
Генрі Спіра народився в Антверпені (Бельгія) в родині Моріса Спіри і Маргіт Спітцер Спір. Моріс і його батько займалися торгівлею алмазами; батько його матері був головним рабином Гамбурга. Сім'я була забезпеченою, у Генрі була няня і він навчався у франкомовному ліцеї. Коли йому було 10, його батько вирушив до Панами, а решта сім'ї переїхала до Гамбурга до сім'ї Маргіт. Спіра приєднався до єврейської молодіжної групи і почав вчити іврит.
Незабаром після Кришталевої ночі в листопаді 1938 вони переїхали до його батька в Панаму, який відкрив там магазин дешевого одягу і прикрас, переважно для моряків. Генрі вступив до католицької школи, де уроки проводили черниці іспанською мовою, проте незабаром у батька скінчилися гроші і він не зміг оплачувати навчання. Наступний рік Генрі працював у магазині батька.

### Переїзд в Нью-Йорк
Коли йому було тринадцять, у грудні 1940 року, сім'я переїхала в Нью-Йорк. Батько знову займався алмазами, і вони орендували квартиру на 104-й Західній вулиці. Генрі навчався в середній школі. Він продовжував вивчати іврит, самостійно оплачуючи уроки за рахунок роботи на канікулах, пройшов обряд бар-міцви і носив кіпу.
У 1943 році Генрі навчався в старшій школі Стайвесант і під своїм єврейським ім'ям Ноя приєднався до лівої нерелігійної сіоністської групи «Ха-шомер ха-цаір», яка готувала молодих євреїв до життя в кібуцах у Палестині. Група організовувала літні табори, де вони навчалися фермерства, займалися пішим туризмом і проходили уроки про рівність чоловіків і жінок. За словами Пітера Сінгера, антиматеріалізм і незалежність розуму, прищеплені Спіру в групі, залишилися з ним на все життя. Пішовши з дому в 16 років, він жив у механічному цеху, де працював після обіду, а вранці ходив до школи.

### Торговий флот і армія
У 1944 році Спіра став прихильником Соціалістичної робітничої партії. Разом з активістом Джоном Блеком він займався агітацією за партію серед нью-йоркських старшокласників. У 1945 році Спіра став моряком торгового флоту, приєднавшись до троцькістів, активних у Національному морському союзі. Коли в епоху маккартизму в союзі пройшла чистка від комуністів і лівих, Спіра був занесений у чорний список. У березні 1952 йому повідомили, що його присутність на американському торговому судні «загрожує безпеці уряду США». Пізніше він говорив Пітеру Сінгеру: «Я просто зрозумів, що це було частиною гри: бийся з системою і вона з тобою поквитається».
Спіра був призваний в армію США, служив у Берліні в 1953–1954 роках, де його завданням було щотижня виступати з новинами перед кількома сотнями військовослужбовців. Після двох років в армії він працював на складальній лінії заводу «General Motors» у Ліндені (штат Нью-Джерсі). За словами Спіри, під час роботи в GM він побачив, яку владу можуть здійснювати люди, коли діють незалежно від організації.

## Активізм

### Журналістика та права людини
У 1950-х і 1960-х Спіра писав для партійної газети «The Militant» та інших лівих і альтернативних видань, часто використовуючи ім'я Генрі Гітано. Протягом 1955 він висвітлював страйк «United Auto Workers» у Нью-Каслі (штат Індіана), коли робітники-страйкарі дістали поранення й було оголошено воєнний стан. Він також писав про рух за громадянські права в Монтгомері (штат Алабама) і в Таллахассі (штат Флорида) під час автобусного бойкоту в 1956 році; і про боротьбу проти сегрегації і за виборче право в 1960-х.
У 1958–1959 роках «The Militant» опублікував серію статей Спіри про зловживання ФБР під керівництвом Джона Едгара Гувера. У 1958 році Спіра відвідав Кубу, ставши першим американським журналістом, що приїхав на острів і взяв інтерв'ю у Фіделя Кастро після революції. Під його впливом Соціалістична робітнича партія та інші ліві створили комітет «Fair Play for Cuba», метою якого було поширення інформації про Кубу серед американців і запобігання вторгненню США. За два тижні до висадки у затоці Свиней Спіра повідомляв про підготовку операції ЦРУ в координації з кубинськими емігрантами.
Спіра також був залучений у роботу Комітету за демократизацію Національного морського союзу на початку 1960-х років — у період, коли дисиденти стикалися з побиттям і погрозами від прихильників президента союзу Джозефа Каррена. У 1958 році він закінчив Бруклінський коледж у Нью-Йорку, а в 1966 році почав викладати англійську літературу в нью-йоркській старшій школі, де навчалися діти з гетто.

### Захист прав тварин
За словами Спіри в інтерв'ю «Нью-Йорк Таймс», він вперше зацікавився правами тварин у 1973 році, коли подруга попросила на час від'їзду залишити у нього кішку: «Я почав замислюватися про доцільність обіймів з одними тваринами і утикання ножа і виделки в інших».
Приблизно в той же час він прочитав колонку Ірвіна Зільбера в «The Guardian», лівій нью-йоркській газеті (нині закритій), про статтю австралійського філософа Пітера Сінгера в «The New York Review of Books». Стаття Сінгера була оглядом книги «Тварини, люди і мораль» (1971) трьох оксфордських філософів Джона Харріса і Рослінд і Стенлі Годловичей. Спіра знайшов статтю Сінгера і дуже надихнувся: «Я відчував, що звільнення тварин було логічним продовженням того, чому було присвячено моє життя — ототожнення з безсилими і вразливими, жертвами, пригніченими і пригнобленими».
У 1974 році він заснував «Animal Rights International» (ARI), з тим щоб чинити тиск на компанії, які використовували тварин. Йому приписують ідею «реінтегративного присоромлення», що включає в себе спонукання опонентів до змін шляхом роботи з ними — часто конфіденційно — замість їх публічного очорнення. За словами соціолога Лайла Монро, Спіра йшов на багато чого, щоб уникнути гласності, використовуючи її тільки як останній засіб.
У 1976 році він провів кампанію проти дослідів на кішках, які Американський музей природознавства проводив протягом 20 років для дослідження впливу деяких видів каліцтв на сексуальне життя кішок. Музей припинив дослідження в 1977 році, і кампанія Спіри була названа першою, яка змогла припинити експерименти на тваринах.
Інша відома кампанія була спрямована проти косметичного гіганта «Revlon», який використовував тест Дрейза, що передбачає закапування речовини в очі тварин, зазвичай кроликів, щоб визначити, чи є вона токсичною. 15 квітня 1980 Спіра разом з ARI опублікував повносторінкову рекламу в «Нью-Йорк Таймс» із заголовком «Скільки кроликів готовий засліпити Revlon заради краси?». Протягом року «Revlon» пожертвував 750 тисяч доларів до фонду пошуку альтернативи дослідам над тваринами, після чого надійшли істотні пожертви від «Avon», «Bristol Myers», «Estée Lauder», «Max Factor», «Chanel» і «Mary Kay Cosmetics», що дали змогу створити Центр альтернатив дослідам над тваринами.
Будучи переконаним вегетаріанцем, у 1980-х роках Спіра перевів акцент на поводження з домашньою худобою. Він був прихильником поступового підходу, орієнтованого на роботу з виробниками м'яса, щоб зменшити страждання тварин — що налаштовувало проти нього більш радикальні організації. Однак, він провів успішну кампанію з припинення таврування тварин і примусив «McDonald's» та інші мережі фаст-фуду контролювати умови на бойнях їхніх постачальників.
Спіра помер від раку стравоходу в 1998 році.